# Adam Bulwiński
Adam Bulwiński (ur. ok. 1837, zm. po 1890) – polski aktor, śpiewak i przedsiębiorca teatralny, dyrektor teatrów prowincjonalnych.

## Kariera aktorska i reżyserska
W latach 1872–1874 występował w zespole Jana Chrzciciela Okońskiego, m.in. w Puławach i Krasnymstawie, a w latach 1875–1877 w zespole Feliksa Leona Stobińskiego, m.in. w Lublinie, Zamościu i Janowie. Po okresie pracy we własnym zespole teatralnym, występował jeszcze w zespołach: Feliksa Ratajewicza i Józefa Cybulskiego (1877) oraz Marii Filippi-Jóźwiakowskiej (1890). W okresach letnich występował w warszawskich teatrach ogródkowych: „Belle Vue” i „Eldorado”. W 1885 r. reżyserował przedstawienia amatorskie w Przasnyszu. Wystąpił m.in. w rolach: Płaksy (Płaksa i Wesołowski), Majora (Damy i huzary) oraz Bombala (Nocleg w Apeninach).

## Zarządzanie zespołami teatralnymi
W 1877 został wspólnikiem Feliksa Leona Stobińskiego. Od marca 1878 kierował samodzielnie zespołem teatralnym, z którym występował w Skierniewicach, Rawie Mazowieckiej, Brzezinach i Łowiczu.

## Rodzina
Był żonaty z aktorką i śpiewaczką Marią Bulwińską (nazwisko rodowe nieznane). Ich córka, Bronisława Bulwińska również była aktorką.